# Hôtel Monte Rosa
L’hôtel Monte Rosa est un hôtel, situé dans la principale rue de Zermatt. L'hôtel est inauguré le 24 juillet 1855, par Alexander Seiler, son premier propriétaire. Il est fréquenté par les membres de l'Alpine Club britannique pendant l'âge d'or de l'alpinisme, et notamment par Edward Whymper qui réalise la première ascension du Cervin en 1865. L'hôtel doit son nom à la montagne la plus haute située à proximité de Zermatt, le mont Rose.

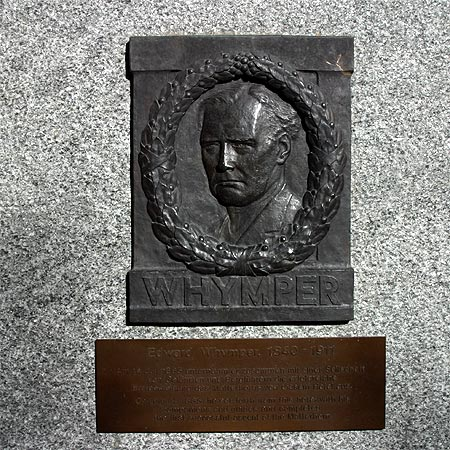
Plaque en mémoire de Whymper.